# Кордобасо

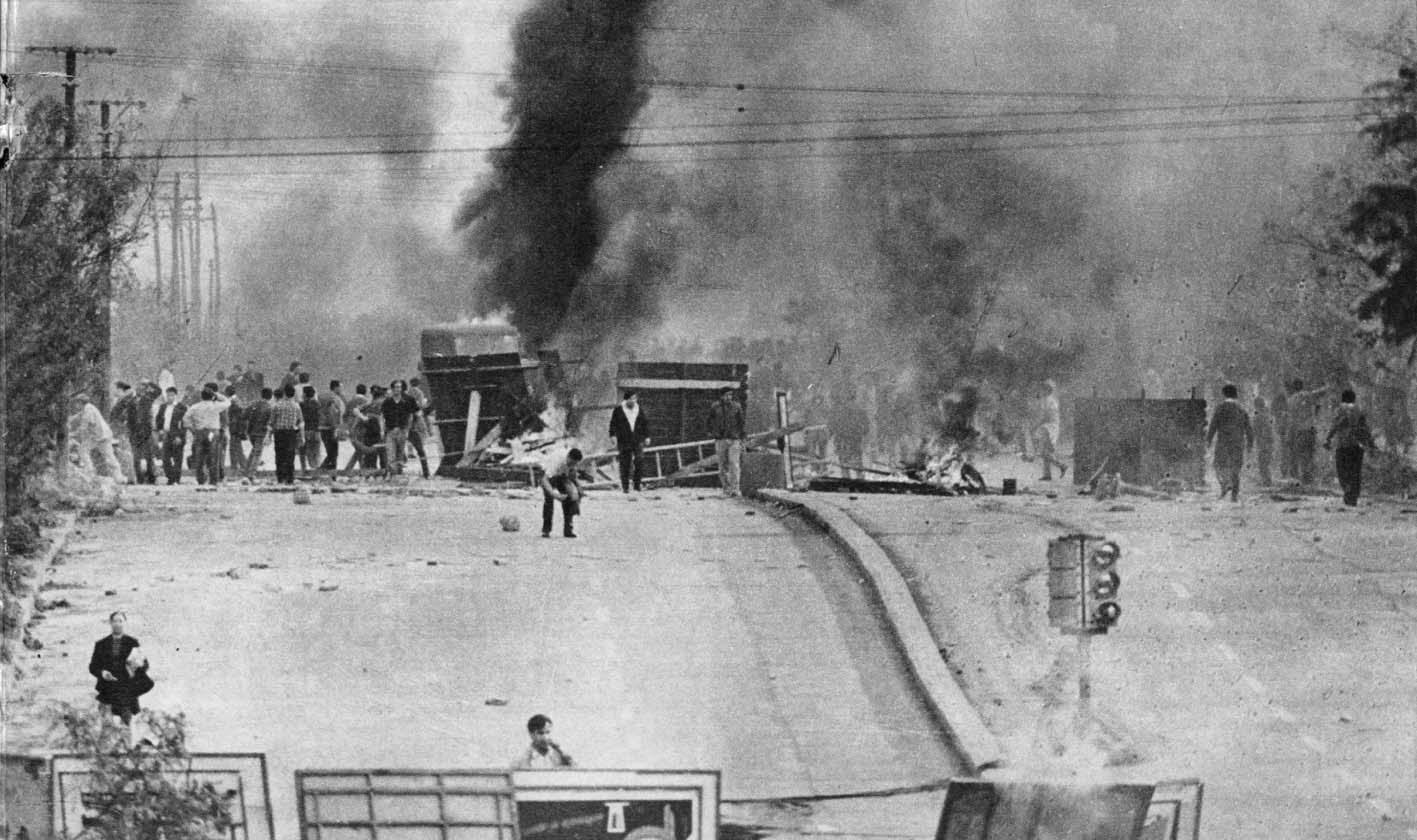
Кордовское восстание — Кордобасо

Кордобасо (исп. Cordobazo) — восстание в аргентинском городе Кордова, вдохновленное аналогичными событиями в городе Росарио, вспыхнувшее 29 мая 1969 года против диктатуры Хуана Карлоса Онганиа — так называемой «Аргентинской революции».

## История
Недовольство режимом Онганиа сопровождалось постоянными забастовками. Центром антидиктаторских выступлений стала промышленная Кордова — второй по величине город страны. В середине мая 1969 года здесь началась забастовка рабочих и студентов, переросшая в 5-миллионную всеобщую национальную стачку. К бастующим присоединились члены профсоюзов.
В Кордове выступления 29 мая переросли в уличные баррикадные бои. Руководителем рабочих выступлений был профсоюзный лидер Агустин Тоско, активное участие в событиях приняла РПТ-РАН под руководством находившегося в городе Доминго Менны. Восставшие, при содействии горожан, разгромив подразделения полиции, практически овладели городом. Встревоженное федеральное правительство перебросило в провинциальный центр армейские части — пехоту и воздушно-десантные войска, которые к вечеру 30 мая подавили восстание. В ходе этой операции военными применялась авиация. В упорных боях погибли десятки человек, множество ранены. Сотни активистов оказались под арестом.